# Eutetranychus orientalis
Eutetranychus orientalis är en spindeldjursart som först beskrevs av Klein 1936.  Eutetranychus orientalis ingår i släktet Eutetranychus och familjen Tetranychidae. Inga underarter finns listade i Catalogue of Life.